# 九龍巴士81線
九龍巴士81線是香港的一條日間巴士路線，來往沙田區禾輋邨及佐敦（西九龍站）。
九龍巴士81X線只於星期一至五早上繁忙時間由美田邨單向前往旺角弼街，屬81線的特別班次。

## 歷史
- 1973年7月16日：本線的前身71線是由來往上水及佐敦道碼頭的19A路線服務分拆而成共有3條路線，是行走來往沙田及佐敦道碼頭。由於當時沙田區仍屬郊區，故此設置了假日收費。
- 1976年6月1日：隨著沙田新市鎮的開發，人口不斷增加，改以沙田墟為總站（現址為沙田廣場）。
- 1978年9月27日：配合地下鐵路路興建工程，改經太子道、大南街、柏樹街、汝州街及黃竹街。
- 1980年2月3日：取消收取假日票價，假日改為收取平日票價。
- 1982年5月7日：起訖點配合九廣鐵路（現稱港鐵東鐵綫）電氣化首期通車的路線重組而延長為禾輋及佐敦道碼頭。
- 1983年8月19日：往禾輋方向，於徑口路增設分段收費。
- 1986年9月27日：繞經沙田市中心。
- 1987年8月9日：為避免與大埔及北區的巴士路線混淆，及統一沙田區的路線編號，71更改編號為81。
- 1992年7月6日：增設空調服務。
- 2003年2月23日：因佐敦道碼頭巴士總站關閉，遷往佐敦（匯翔道）巴士總站。
- 2005年11月5日：全線以空調巴士服務。
- 2006年2月24日：新增81S線投入服務，當時循環來往美田及佐敦道。[1]
- 2008年12月7日：隨著70線於2008年12月7日起永久停駛，九巴由當日起增闢本線與72線的轉乘優惠以取代70線來往大埔區的服務。
- 2009年9月27日：本線聯同72線及86B線往九龍方向加停大埔公路近沙田嶺路新巴士站，來回方向之豐樂別墅站更名為大埔道眺望處。
- 2009年12月20日：原設於佐敦（匯翔道）的總站遷往佐敦（渡華路）巴士總站，以配合興建廣深港高速鐵路西九龍站工程，車費維持不變。
- 2010年11月22日：薩凡納藝術設計（香港）學院於2010年10月啟用，本線聯同72、86B及272P線途經的北九龍裁判處站改名為薩凡納藝術設計學院。
- 2014年8月18日：81S落實「沙田區區域性巴士路線重組」之建議，取消星期六之服務，並改為由美田邨單向前往油麻地眾坊街，不設回程服務。[2][3]
  - 在該年4月之「沙田區區域性巴士路線重組」（即《2014-2015年度沙田區巴士路線發展計劃》）中，建議81S線改為單向往太子，以及只在上課日早上開出乙班；其後在6月的修訂建議中，改以油麻地眾坊街為終點站，以及只在星期一至五早上開出3班。
- 2014年9月1日：往禾輋方向，於沙田市中心分站增設分段收費。
- 2015年6月27日：增設到站時間預報。[4]
- 2018年8月25日：往佐敦方向，加經美輝街及香粉寮街，取消積輝街站，改停美輝街[5]。
- 2018年9月16日：九龍區總站由佐敦（渡華路）巴士總站遷往西九龍站巴士總站[6]。
- 2018年12月1日：往西九龍站加設「大圍道」站[7]。
- 2020年8月24日：往西九龍站加停積輝街。[8]
- 2025年3月17日：全新81X線投入服務，由美田經青沙公路單向開往旺角，只於星期一至五早上繁忙時間服務，81S線於同日起取消服務。[9]

## 服務時間及班次
81
| 禾輋開           | 禾輋開       | 禾輋開       | 佐敦（西九龍站）開 | 佐敦（西九龍站）開 | 佐敦（西九龍站）開 |
| 日期             | 服務時間     | 班次（分鐘） | 日期               | 服務時間           | 班次（分鐘）       |
| ---------------- | ------------ | ------------ | ------------------ | ------------------ | ------------------ |
| 星期一至五       | 05:30-06:00  | 15           | 星期一至五         | 06:15-07:00        | 15                 |
| 星期一至五       | 06:00-07:35  | 13/14        | 星期一至五         | 07:00-08:55        | 14/15              |
| 星期一至五       | 07:35-08:38  | 12/13        | 星期一至五         | 08:55-12:10        | 15                 |
| 星期一至五       | 08:48        | 08:48        | 星期一至五         | 12:23              | 12:23              |
| 星期一至五       | 08:59-13:12  | 11/12        | 星期一至五         | 12:36-16:12        | 12                 |
| 星期一至五       | 13:12-16:24  | 12           | 星期一至五         | 16:12-16:23        | 11                 |
| 星期一至五       | 16:24-17:04  | 10           | 星期一至五         | 16:23-19:00        | 10/11              |
| 星期一至五       | 17:04-17:52  | 12           | 星期一至五         | 19:00-21:00        | 15                 |
| 星期一至五       | 18:10        | 18:10        | 星期一至五         | 21:00-22:00        | 12                 |
| 星期一至五       | 18:30-23:30  | 20           | 星期一至五         | 22:00-23:00        | 15                 |
|                  |              |              | 星期一至五         | 23:00-00:20        | 20                 |
| 星期六           | 05:30-08:30  | 20           | 星期六             | 06:15-09:15        | 20                 |
| 星期六           | 08:30-10:00  | 15           | 星期六             | 09:15-11:00        | 15                 |
| 星期六           | 10:00-12:00  | 12           | 星期六             | 11:00-12:00        | 12                 |
| 星期六           | 12:00-13:00  | 10           | 星期六             | 12:00-18:00        | 10                 |
| 星期六           | 13:00-16:00  | 12           | 星期六             | 18:00-21:00        | 12                 |
| 星期六           | 16:10、16:20 | 16:10、16:20 | 星期六             | 21:00-23:00        | 15                 |
| 星期六           | 16:30-17:30  | 12           | 星期六             | 23:00-00:20        | 20                 |
| 星期六           | 17:30-19:30  | 15           |                    |                    |                    |
| 星期六           | 19:30-23:30  | 20           |                    |                    |                    |
| 星期日及公眾假期 | 05:30-08:30  | 20           | 星期日及公眾假期   | 06:15-08:55        | 20                 |
| 星期日及公眾假期 | 08:30-11:00  | 12           | 星期日及公眾假期   | 08:55-10:40        | 15                 |
| 星期日及公眾假期 | 11:00-18:30  | 10           | 星期日及公眾假期   | 10:40-11:40        | 12                 |
| 星期日及公眾假期 | 18:30-23:30  | 20           | 星期日及公眾假期   | 11:40-19:00        | 10                 |
|                  |              |              | 星期日及公眾假期   | 19:00-22:00        | 15                 |
| 22:00-00:20      | 20           |              | 星期日及公眾假期   |                    |                    |

81X
- 星期一至五
  - 美田邨開：07:30、08:00

星期六、日及公眾假期不設服務

## 收費
| 路線 | 全程收費 | 分段收費                                      |
| ---- | -------- | --------------------------------------------- |
| 81   | $7.8     | - 徑口路往禾輋：$6.7 - 沙田市中心往禾輋：$5.2 |
| 81X  | $9.0     | - 不設分段收費                                |

| - 本線設有12歲以下小童及65歲或以上長者半價優惠。 - 65歲或以上香港居民使用「樂悠咭」，以及12歲以下合資格殘疾兒童使用「殘疾人士身份」個人八達通繳付車資，均可享有每程$2.0或半價（以較低者為準）的票價優惠；12至64歲合資格殘疾人士使用「殘疾人士身份」個人八達通（包括「樂悠咭」），以及60至64歲香港居民使用「樂悠咭」繳付車資，均可享有每程$2.0或全費（以較低者為準）的票價優惠。 - 65歲或以上長者如使用長者或一般個人八達通繳付車資，則只可享有半價優惠；12至64歲合資格殘疾人士如不使用「殘疾人士身份」個人八達通，以及60至64歲人士如不使用「樂悠咭」繳付車資，必須繳付全費。 - 乘客可以現金或八達通於上車時付款，不設找續。 - 每位成人乘客可免費攜帶最多兩名4歲以下而不佔座位的兒童乘客乘車，超額之4歲以下小童必須繳付小童車費乘車。 - 持有「九巴月票」之乘客在車票有效期內，每日可享最多10程任何九龍巴士及龍運巴士路線（包括本路線，以及聯營路線的九龍巴士／龍運巴士提供的班次；惟乘搭機場「A」及「NA」線則可享原價二七折優惠（不會計算每天10次合資格車程））；而B1線則每日可享最多各2程（不會計算每天10次合資格車程）。 - 九龍巴士、城巴、龍運巴士及陽光巴士全職員工及家屬（不包括外判職員）可免費乘搭本路線，惟必須拍職員或職員家屬八達通。 - 乘客亦可透過多元化電子支付系統（e度嘟）繳付車資，包括使用非接觸式VISA卡、JCB卡、萬事達卡、銀聯卡、美國運通、大來國際、Discover Card、Apple Pay、Google Pay、Samsung Pay、AlipayHK「易乘碼」、支付寶、WeChatHK／微信支付「搭車碼」、銀聯雲閃付「乘車碼」及BOC Pay「乘車碼」。乘客使用此付款方式，使用此支付方式的乘客可享有中途下車之分段收費，以及與其他九巴／龍運獨營路線或聯營線九巴／龍運班次之轉乘優惠，惟不適用於與非九巴／龍運路線之轉乘優惠，亦不能享有「公共交通費用補貼計劃」及「長者及合資格殘疾人士公共交通票價優惠計劃」。 |

### 八達通轉乘優惠
乘客登上本線後150分鐘內以同一張八達通卡轉乘以下路線，或從以下路線登車後150分鐘內以同一張八達通卡轉乘本線，次程可獲車資折扣優惠： 
81←→沙田區內線，次程可獲$4.2折扣優惠
- 81往禾輋 → 81K任何方向、88K任何方向、282往新田圍、283往美松苑、284往濱景花園、285往駿洋邨或288/288A往水泉澳
- 81K任何方向、88K任何方向、282、283、284、285或288/288A往沙田市中心  → 81往西九龍站

81←→72，次程可獲$6.7折扣優惠
- 81往禾輋 → 72往太和
- 72往長沙灣  → 81往西九龍站

81←→6、6C
- 81往西九龍站 → 6往荔枝角或6C往美孚，次程車資全免
- 6往尖沙咀或6C往九龍城 → 81往禾輋，回贈首程車資

## 使用車輛
由於本線途經專營巴士低排放區，故必須使用達到歐盟四型或以上排放標準的車輛行走。
本線營運初期，因大埔公路金山段（呈祥道至大圍）的路面限制，不能容納11米或以上巴士行走，因此要等到該段路面擴闊工程完竣後，1992年7月6日起因680開辦，本路線善用680收車後的空調巴士，加入一部利蘭奧林比安11米空調巴士（AL99／FE2747）行走，同年8月3日再增派2部利蘭奧林比安11米空調巴士（AL120／FF2711）、（AL122／FF3449）並成為本線正式空調掛牌車。後來不斷增派更多空調巴士，原本為主力車隊的「雞車」，亦逐步改派11米行走，以提升載客量及提高服務質素，2002年6月10日更派出丹尼士三叉戟12米（ATR），成為首條採用低地台巴士行經大埔公路金山段的巴士路線，其後本路線不斷增加空調巴士行走，令到普通巴士只剩下2部（S3BL443／FU9319，S3V1／GK2508）行走，2005年11月5日起，更將該2部普通巴士也換成空調巴士行走，改為全空調服務，成為行經大埔公路金山段的巴士路線當中，首條提供全線空調巴士服務的全日路線。
現時本線使用16輛亞歷山大丹尼士Enviro 500 MMC 12米（ATENU）雙層巴士，均屬沙田車廠。
| 車隊編號 | 車牌   |
| -------- | ------ |
| ATENU3   | SA3632 |
| ATENU30  | SC4816 |
| ATENU47  | SD4699 |
| ATENU57  | SD8924 |
| ATENU126 | SH 351 |
| ATENU131 | SH1356 |
| ATENU230 | SL4251 |
| ATENU353 | TB 864 |
| ATENU453 | TF7621 |
| ATENU462 | TF9829 |
| ATENU586 | TM4121 |
| ATENU593 | TM4914 |
| ATENU661 | TP4310 |
| ATENU669 | TP5145 |
| ATENU672 | TP6099 |
| ATENU831 | TV5217 |

而81S線則由80K、87B及88K線抽調共3輛富豪B9TL 12米（AVBWU）雙層空調巴士行走。

## 行車路線
81

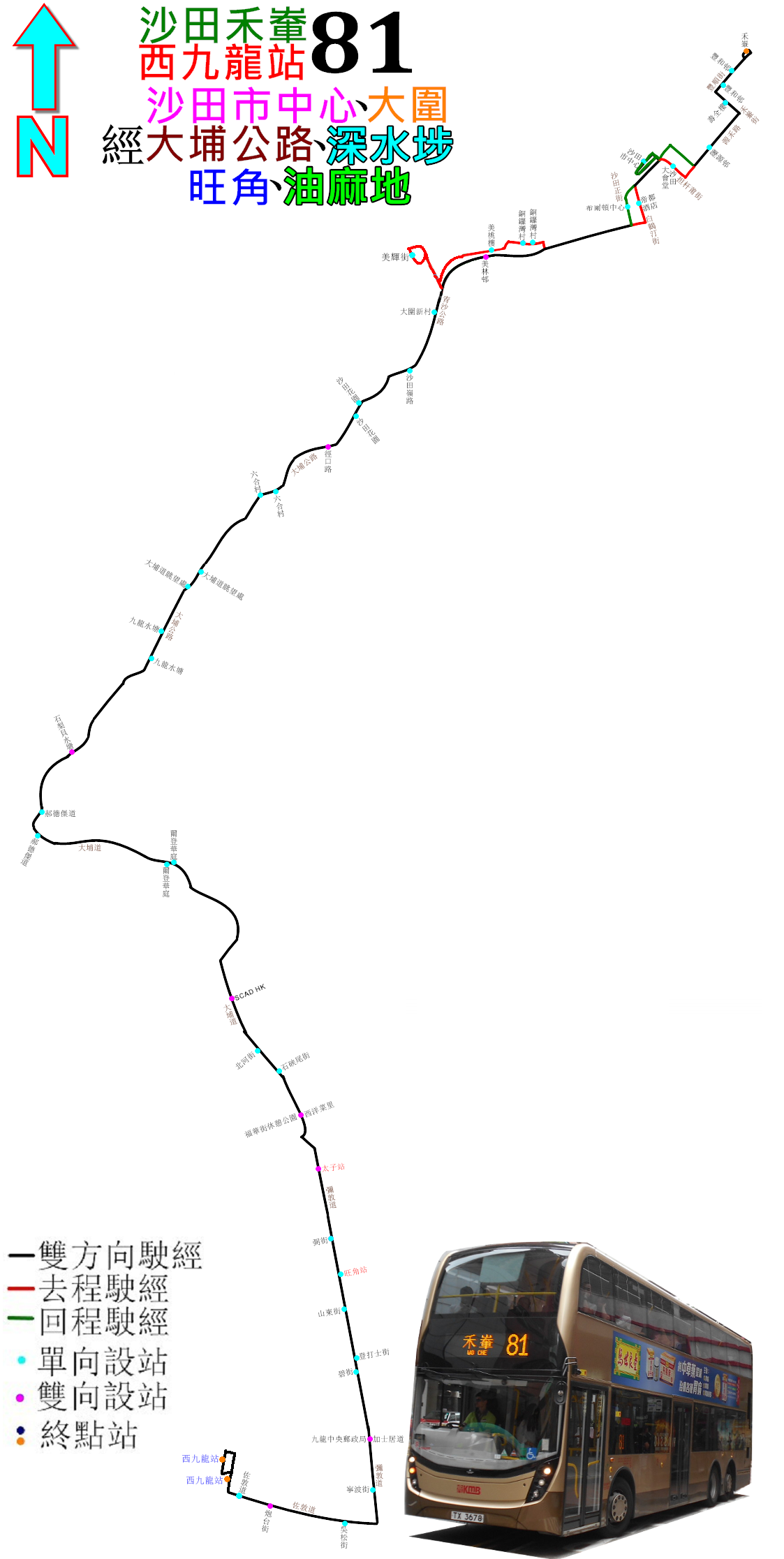
81路線的走線圖

禾輋開經：豐順街、禾輋街、源禾路、擔杆埔街、沙田正街、白鶴汀街、沙田正街、大埔公路—大圍段、大圍道、美田路、支路、美田路、美輝街、香粉寮街、美田路、大圍道、大埔公路—大圍段、松嶺路、青沙公路、大埔公路（沙田嶺段、琵琶山段）、大埔道、白楊街、長沙灣道、彌敦道、佐敦道及海泓道。
佐敦（西九龍站）開經：海泓道、佐敦道、彌敦道、長沙灣道、白楊街、大埔道、大埔公路（琵琶山段、沙田嶺段）、青沙公路、美田路、大圍道、大埔公路—大圍段、沙田正街、沙田市中心巴士總站、沙田正街、橫壆街、源禾路、禾輋街及豐順街。
81X
經：美田邨通道、香粉寮街、美田路、美林邨通道、美林巴士總站、美林邨通道、美田路、車公廟路、顯徑街、富健街、田心街、紅梅谷路、車公廟路、青沙公路（沙田嶺隧道、尖山隧道）、荔寶路、荔灣交匯處、連翔道、佐敦道及彌敦道。

### 沿線車站
81
| 禾輋開 | 禾輋開                   | 禾輋開             | 佐敦（西九龍站）開 | 佐敦（西九龍站）開       | 佐敦（西九龍站）開 |
| 序號   | 車站名稱                 | 位置               | 序號               | 車站名稱                 | 位置               |
| ------ | ------------------------ | ------------------ | ------------------ | ------------------------ | ------------------ |
| 1      | 禾輋巴士總站             | 禾輋巴士總站       | 1                  | 佐敦（西九龍站）巴士總站 | 西九龍站巴士總站   |
| 2      | 豐順街                   | 豐順街             | 2                  | 西九龍站                 | 佐敦道             |
| 3      | 瀝源邨                   | 源禾路             | 3                  | 炮台街                   | 佐敦道             |
| 4      | 沙田大會堂               | 担杆莆街           | 4                  | 寧波街（N28）            | 彌敦道             |
| 5      | 帝都酒店                 | 白鶴汀街           | 5                  | 九龍中央郵政局（N35）    | 彌敦道             |
| 6      | 美林邨                   | 大埔公路－大圍段   | 6                  | 碧街（N48）              | 彌敦道             |
| 7      | 積輝街                   | 美田路             | 7                  | 山東街（N58）            | 彌敦道             |
| 8      | 美輝街                   | 美輝街             | 8                  | 弼街（N73）              | 彌敦道             |
| 9      | 美林邨美桃樓             | 大埔公路－大圍段   | 9                  | 太子站（N75）            | 彌敦道             |
| 10     | 松嶺路                   | 松嶺路             | 10                 | 福華街休憩公園           | 大埔道             |
| 11     | 沙田嶺路                 | 大埔公路－沙田嶺段 | 11                 | 北河街                   | 大埔道             |
| 12     | 沙田花園                 | 大埔公路－沙田嶺段 | 12                 | 上李屋花園               | 大埔道             |
| 13     | 徑口路                   | 大埔公路－沙田嶺段 | 13                 | 爾登華庭                 | 大埔道             |
| 14     | 六合村                   | 大埔公路－沙田嶺段 | 14                 | 郝德傑道                 | 大埔道             |
| 15     | 大埔道眺望處             | 大埔公路－沙田嶺段 | 15                 | 石梨貝水塘               | 大埔公路－琵琶山段 |
| 16     | 九龍水塘                 | 大埔公路－沙田嶺段 | 16                 | 九龍水塘                 | 大埔公路－沙田嶺段 |
| 17     | 石梨貝水塘               | 大埔公路－琵琶山段 | 17                 | 大埔道眺望處             | 大埔公路－沙田嶺段 |
| 18     | 郝德傑道                 | 大埔道             | 18                 | 六合村                   | 大埔公路－沙田嶺段 |
| 19     | 爾登華庭                 | 大埔道             | 19                 | 徑口路                   | 大埔公路－沙田嶺段 |
| 20     | 美荷樓                   | 大埔道             | 20                 | 沙田花園                 | 大埔公路－沙田嶺段 |
| 21     | 石硤尾街                 | 大埔道             | 21                 | 大圍新村                 | 青沙公路           |
| 22     | 西洋菜里                 | 大埔道             | 22                 | 美林邨美桃樓             | 大埔公路－大圍段   |
| 23     | 太子站（S3）             | 彌敦道             | 23                 | 銅鑼灣村                 | 大埔公路－大圍段   |
| 24     | 旺角站（S13）            | 彌敦道             | 24                 | 希爾頓中心               | 沙田正街           |
| 25     | 登打士街（S25）          | 彌敦道             | 25                 | 沙田市中心               | 沙田市中心巴士總站 |
| 26     | 加士居道（S38）          | 彌敦道             | 26                 | 瀝源邨壽全樓             | 禾輋街             |
| 27     | 吳松街                   | 佐敦道             | 27                 | 豐和邨                   | 豐順街             |
| 28     | 炮台街                   | 佐敦道             | 28                 | 禾輋巴士總站             | 禾輋巴士總站       |
| 29     | 佐敦（西九龍站）巴士總站 | 西九龍站巴士總站   |                    |                          |                    |

81X
| 美田開                          | 美田開                    | 美田開               |
| 序號                            | 車站名稱                  | 位置                 |
| ------------------------------- | ------------------------- | -------------------- |
| 1                               | 美田巴士總站              | 美田邨公共運輸交匯處 |
| 2                               | 美松苑                    | 美田路               |
| 3                               | 美林邨美槐樓              | 美田路               |
| 4                               | 美城苑                    | 美田路               |
| 5                               | 美林巴士總站              | 美林巴士總站         |
| 6                               | 大圍街市                  | 美田路               |
| 7                               | 雲叠花園                  | 車公廟路             |
| 8                               | 顯徑邨                    | 車公廟路             |
| 9                               | 顯徑商場                  | 車公廟路             |
| 10                              | 顯徑邨顯慶樓              | 顯徑街               |
| 11                              | 顯徑邨顯沛樓              | 顯徑街               |
| 12                              | 隆亨邨                    | 田心街               |
| 13                              | 大圍轉車站－新翠邨（S13） | 紅梅谷路             |
| 14                              | 大圍轉車站－田心村（D1）  | 車公廟路             |
| 連翔道； 青沙公路（沙田嶺隧道） |                           |                      |
| 15                              | 青沙公路轉車站（A3）      | 青沙公路             |
| 青沙公路（尖山隧道）；連翔道    |                           |                      |
| 16                              | 炮台街                    | 佐敦道               |
| 17                              | 寧波街（N28）             | 彌敦道               |
| 18                              | 九龍中央郵政局（N35）     | 彌敦道               |
| 19                              | 碧街（N48）               | 彌敦道               |
| 20                              | 山東街（N58）             | 彌敦道               |
| 21                              | 弼街（N73）               | 彌敦道               |

## 客量

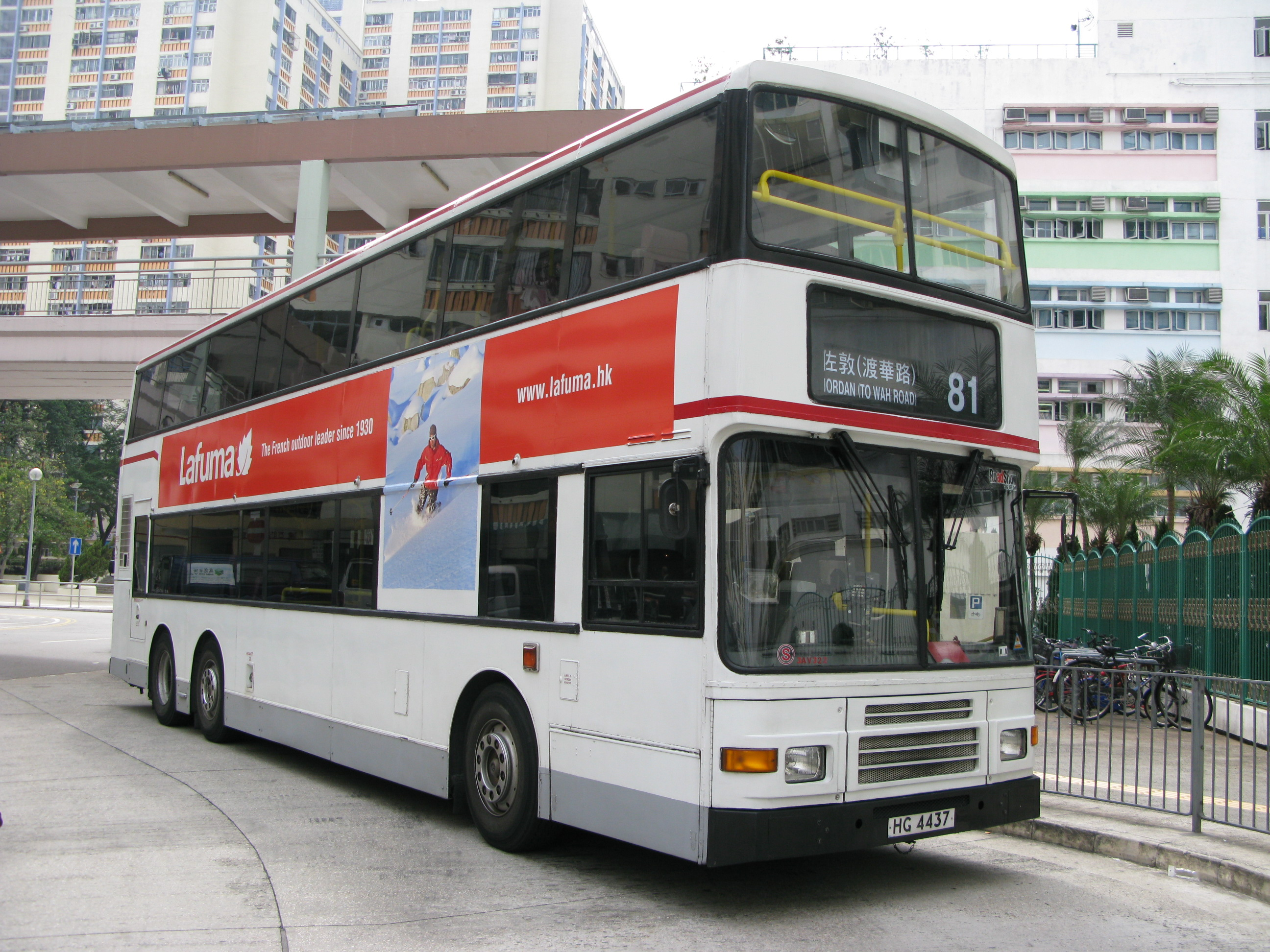
一輛行走九龍巴士81線的巴士

本線取道大埔道來往九龍，是沙田區僅有兩條不途經隧道來往九龍市區的對外巴士路線之一（另一條為九龍巴士72線）。由於本線能直接來往沙田市中心及旺角的主要心臟地帶，加上車費便宜，且沿途有風景觀賞，因此深受沙田區居民歡迎。另外本線是唯一來往油尖旺區和大埔道一帶學校的巴士路線 (其中培英書院位於禾輋巴士總站對面) ，前往郊遊熱點石梨貝水塘、九龍水塘、城門郊野公園 (在沙田市中心下車經新城市廣場、沙田站、排頭村後樓梯沿道風山路直上再經小路到達)、獅子山郊野公園 (石梨貝水塘下車對面前往) 、金山郊野公園亦是本線的特點，所以郊遊人士亦佔本線客量的一定比例，本線於平日上下班、上下課時段以及假日近乎班班頂閘。
惟近年本線因青沙公路通車而令在大圍區內需繞路，以及配合區內發展使往九龍方向的路線變得迂迴，導致往九龍方向的客量有所流失。

## 昔日的九巴路線81
- 第一代81線於1973年9月16日投入服務，來往聯和墟至鹿頸，1981年6月24日起改稱 78A。
- 第二代81線於1981年6月29日投入服務，來往新田圍至沙田墟，10月11日起停止服務。

## 外部連結
- 九巴81線官方網站路線資料 （页面存档备份，存于）
- 九巴81S線官方網站路線資料 （页面存档备份，存于）
- 681巴士總站-九巴81線 （页面存档备份，存于）
- 681巴士總站-九巴81S線 （页面存档备份，存于）
- YouTube：九巴81線全程行車片段（往佐敦（西九龍站）)中英文字幕  （页面存档备份，存于）